# Campionati italiani di triathlon del 2021
I Campionati italiani di triathlon del 2021 (XXXIII edizione) sono stati organizzati dalla A.S.D.TRIEVOLUTION SPORT EVENTI in collaborazione con la Federazione Italiana Triathlon e si sono tenuti a Lignano Sabbiadoro, in data 17 ottobre 2021
Tra gli uomini ha vinto Gianluca Pozzatti  (707), mentre la gara femminile è andata a Alice Betto  ( Fiamme Oro).
Hanno vinto il titolo italiano Under 23 Nicolò Ragazzo e Bianca Seregni. 

## Risultati

### Élite uomini
| Pos. | Atleta                | Società sportiva      | Nuoto   | Bici    | Corsa   | Totale  |
| ---- | --------------------- | --------------------- | ------- | ------- | ------- | ------- |
|      | Gianluca Pozzatti     | 707                   | 0.17.21 | 0.53.54 | 0.29.07 | 1.41.22 |
|      | Michele Sarzilla      | DDS                   | 0.17.32 | 0.53.50 | 0.29.12 | 1.41.25 |
|      | Nicolo' Ragazzo       | Valdigne Triathlon    | 0.17.21 | 0.53.59 | 0.29.35 | 1.41.49 |
| 4    | Alessandro De Angelis | Minerva Roma          | 0.18.00 | 0.53.11 | 0.29.45 | 1.41.59 |
| 5    | Samuele Angelini      | Fiamme Oro            | 0.18.04 | 0.53.18 | 0.29.42 | 1.42.02 |
| 6    | Gregory Barnaby       | 707                   | 0.18.03 | 0.53.15 | 0.29.52 | 1.42.06 |
| 7    | Michele Bortolamedi   | K3 Cremona            | 0.18.01 | 0.53.21 | 0.29.58 | 1.42.13 |
| 8    | Nicolo' Strada        | Raschiani Triathlon   | 0.17.59 | 0.53.16 | 0.30.19 | 1.42.34 |
| 9    | Riccardo Brighi       | CUS Parma             | 0.18.15 | 0.53.09 | 0.30.10 | 1.42.41 |
| 10   | Giulio Pugliese       | Torrino-roma Triathl  | 0.18.03 | 0.53.13 | 0.30.41 | 1.42.57 |
| 11   | Davide Ingrilli'      | Raschiani Triathlon   | 0.17.29 | 0.53.55 | 0.30.55 | 1.43.11 |
| 12   | Federico Pagotto      | CUS Pro Patria Milano | 0.18.22 | 0.53.07 | 0.30.59 | 1.43.18 |
| 13   | Valerio Patane'       | CUS Pro Patria Milano | 0.18.17 | 0.53.11 | 0.31.01 | 1.43.32 |
| 14   | Daniele Gambitta      | Magma Team            | 0.19.14 | 0.52.08 | 0.31.15 | 1.43.35 |
| 15   | Carlo Matteo Perri    | Minerva Roma          | 0.18.01 | 0.53.23 | 0.31.36 | 1.43.57 |
| 16   | Luca Diego Boraschi   | Torrino-roma Triathl  | 0.19.13 | 0.52.13 | 0.31.39 | 1.44.06 |
| 17   | Davide Bajo           | Valdigne Triathlon    | 0.19.15 | 0.52.02 | 0.31.47 | 1.44.09 |
| 18   | Stefano Micotti       | DDS                   | 0.18.04 | 0.53.16 | 0.32.14 | 1.44.29 |
| 19   | Ivan Cappelli         | Valdigne Triathlon    | 0.19.26 | 0.51.54 | 0.32.21 | 1.44.47 |
| 20   | Valerio Cattabriga    | Minerva Roma          | 0.18.05 | 0.53.22 | 0.32.56 | 1.45.23 |

### Élite donne
| Pos. | Atleta              | Società sportiva      | Nuoto   | Bici    | Corsa   | Totale  |
| ---- | ------------------- | --------------------- | ------- | ------- | ------- | ------- |
|      | Alice Betto         | Fiamme Oro            | 0.18.40 | 0.55.44 | 0.33.12 | 1.48.27 |
|      | Verena Steinhauser  | Fiamme Oro            | 0.18.44 | 0.55.36 | 0.33.25 | 1.48.39 |
|      | Alessandra Tamburri | Minerva Roma          | 0.18.40 | 0.55.40 | 0.33.51 | 1.49.05 |
| 4    | Bianca Seregni      | DDS                   | 0.18.39 | 0.55.40 | 0.34.17 | 1.49.33 |
| 5    | Luisa Iogna-prat    | DDS                   | 0.18.43 | 0.55.37 | 0.34.33 | 1.49.47 |
| 6    | Federica Parodi     | T.d. Rimini           | 0.18.43 | 0.55.40 | 0.35.23 | 1.50.38 |
| 7    | Alessia Orla        | 707                   | 0.18.41 | 0.55.42 | 0.35.59 | 1.51.19 |
| 8    | Sharon Spimi        | Fiamme Oro            | 0.18.38 | 0.55.40 | 0.36.28 | 1.51.42 |
| 9    | Michela Pozzuoli    | Minerva Roma          | 0.18.48 | 0.55.37 | 0.37.27 | 1.52.43 |
| 10   | Giorgia Priarone    | 707                   | 0.20.58 | 0.57.06 | 0.34.28 | 1.53.25 |
| 11   | Asia Mercatelli     | Raschiani Triathlon   | 0.19.35 | 0.58.24 | 0.34.57 | 1.53.58 |
| 12   | Carlotta Bonacina   | Valdigne Triathlon    | 0.18.46 | 0.59.08 | 0.36.40 | 1.55.35 |
| 13   | Elisa Marcon        | CUS Pro Patria Milano | 0.20.04 | 0.57.51 | 0.36.52 | 1.56.00 |
| 14   | Lilli Gelmini       | 707                   | 0.19.39 | 0.58.24 | 0.37.22 | 1.56.21 |
| 15   | Chiara Magrini      | Raschiani Triathlon   | 0.19.25 | 0.58.35 | 0.37.52 | 1.56.53 |
| 16   | Cristina Ventura    | Magma Team            | 0.20.01 | 0.57.57 | 0.38.46 | 1.57.46 |
| 17   | Camilla Silvestri   | Tri Evolution         | 0.20.48 | 0.57.14 | 0.39.45 | 1.58.46 |
| 18   | Sara Sandrini       | Venus Triathlon       | 0.21.08 | 0.59.57 | 0.38.00 | 2.00.17 |
| 19   | Federica Schianchi  | CUS Parma             | 0.21.33 | 0.59.27 | 0.39.09 | 2.01.33 |
| 20   | Giulia Bedorin      | Thermae Sport Pdntri  | 0.21.00 | 0.59.56 | 0.39.46 | 2.02.09 |